# Deji
Oladeji Daniel Olatunji (London, 1996. december 9. –), ismertebb nevén Deji (korábban: ComedyShortsGamer) brit youtuber és ökölvívó, aki vlogjaival, FIFA-, és egyéb rövid videóival lett ismert. KSI brit youtuber és zenész testvére. Összesen 11.7 millió feliratkozóval rendelkezik.
2021-ben elkezdett ökölvívó pályafutására koncentrálni, első profi győzelmét Fousey amerikai youtuber ellen szerezte meg, miután amatőrként sorozatban háromszor is kikapott. 2022 novemberében megmérkőzött Floyd Mayweatherrel.

## Youtuber karrierje
Deji karrierjének elején sok különböző fajta videót tölt fel többek között és testvéréhez hasonlóan FIFA videóival lett ismert. Ezek mellett vlogokat is készített. 2014 előtt nagyon sokat szerepelt KSI videóiban, de mikor testvére elkötözött, hogy a Sidemen csoporttal készítsen videókat, ez elkezdett egyre ritkább lenni.
Napjainkban tartalma, amit gyárt sokkal összevisszább, készít reakcióvideókat is. Korábban készített videóklipeket és prankeket is. Főként barátnőjével készített tartalmat, azonban 2021. decemberében szakított akkori barátnőjével, Dounjaval. Videóiban azonban előszeretettel szerepel a családja, napjainkban is.
Második csatornáján, a Deji 2ndön főként gaming videókat gyárt.
Miután kikapott Vinnie Hackertől első profi ökölvívó mérkőzésén, szünetet tartott a platformon, hogy az edzésre tudjon koncentrálni.
2022. november 13-án megmérkőzött Floyd Mayweatherrel egy nem pontozott mérkőzésen, ahol viszonylag jól teljesített, de végül a hatodik menetben véget vetettek a mérkőzésnek.

## Ökölvívói teljesítményei

### Profi
| Eredmény | Teljesítmény | Ellenfél      | Típus | Menetek | Dátum               | Helyszín                                  |
| -------- | ------------ | ------------- | ----- | ------- | ------------------- | ----------------------------------------- |
| Győztes  | 3–0          | Dawood Savage | KO    | 3/4     | 2024. november 28.  | Loszaíli Sportaréna, Loszaíl, Katar       |
| Győztes  | 2–0          | Swarmz        | PONT  | 4       | 2023. május 13.     | Wembley Aréna, London, Egyesült Királyság |
| Győztes  | 1–0          | Fousey        | TKO   | 3/4     | 2022. augusztus 27. | O2 Aréna, London, Egyesült Királyság      |

### Amatőr
| Eredmény | Teljesítmény | Ellenfél         | Típus | Menetek  | Dátum               | Helyszín                                                    |
| -------- | ------------ | ---------------- | ----- | -------- | ------------------- | ----------------------------------------------------------- |
| N/A      | 0–3 (1)      | Floyd Mayweather | N/A   | 8        | 2022. november 13.  | Coca Cola Aréna, Dubaj, Egyesült Arab Emírségek             |
| Vesztes  | 0–3          | Alex Wassabi     | PONT  | 5        | 2022. március 5.    | O2 Aréna, London, Egyesült Királyság                        |
| Vesztes  | 0–2          | Vinnie Hacker    | TKO   | 3 (0:44) | 2021. június 12.    | Hard Rock Stadion, Miami Gardens, Florida, Egyesült Államok |
| Vesztes  | 0–1          | Jake Paul        | TKO   | 5/6      | 2018. augusztus 25. | Manchester Aréna, Manchester, Anglia                        |

1. ↑  A mérkőzés nem pontozva

## Magánélete
Deji Londonban született 1996. december 9-én, Olayinka és Olajide Olatunji gyermekeként. Egy testvére van, Olajide Olayinka William Olatunji. Apja Ibadan-ból származik, édesanyja pedig londoni. 2019 óta kapcsolatban van Dunjahh belga youtuberrel, akivel 2010-ben ismerkedett meg.